# Покизен-Пурская
По́кизен-Пу́рская (фин. Pokkisen Purskova) — деревня в Гатчинском муниципальном округе Ленинградской области.

## История
Деревня Порсково на Пудости упоминается среди населённых пунктов Богородицкого Дягиленского погоста по переписи 1500 года.
Затем как деревня Porschouo by в Дягиленском погосте в шведских «Писцовых книгах Ижорской земли» 1618—1623 годов.
На карте Ингерманландии А. И. Бергенгейма, составленной по материалам 1676 года, она упоминается как деревня Pazipurskowa.
На шведской «Генеральной карте провинции Ингерманландии» 1704 года — как Porskovaby.
На карте Санкт-Петербургской губернии 1792 года А. М. Вильбрехта она обозначена как деревня Пурск.
Деревня являлась вотчиной императрицы Марии Фёдоровны, из которой в 1806—1807 годах были выставлены ратники Императорского батальона милиции.
На «Топографической карте окрестностей Санкт-Петербурга» Военно-топографического депо Главного штаба 1817 года она обозначена как деревня Покасъпурская, состоящая из 15 дворов, а рядом с ней — «Плитная ломка».
Деревня Пукисипурская из 23 дворов упоминается на «Топографической карте окрестностей Санкт-Петербурга» Ф. Ф. Шуберта 1831 года.

ПОКЕСЕНПУРСКОВА — деревня принадлежит ведомству Гатчинского городового правления, число жителей по ревизии: 38 м. п., 47 ж. п. (1838 год)

На картах Ф. Ф. Шуберта 1844 года и С. С. Куторги 1852 года деревня обозначена как Покисинпурскова.
В пояснительном тексте к этнографической карте Санкт-Петербургской губернии П. И. Кёппена 1849 года она записана как деревня Pokkis Purskowa (Покесенпурскова) и указано количество её жителей на 1848 год: эурямёйсет — 40 м п., 39 ж. п., всего 79 человек.

ПУКИНСЕНПУРСКОВА — деревня Гатчинского дворцового правления, по почтовому тракту, число дворов — 14, число душ — 37 м. п. (1856 год)

Согласно «Топографической карте частей Санкт-Петербургской и Выборгской губерний» в 1860 году деревня называлась Поккисенпурская и состояла из 14 крестьянских дворов.

ПОКОЗЕНПУРСКОВА — деревня удельная при речке Пудости, число дворов — 15, число жителей: 39 м. п., 48 ж. п. (1862 год)

Согласно карте 1879 года деревня называлась Покисеноурская.

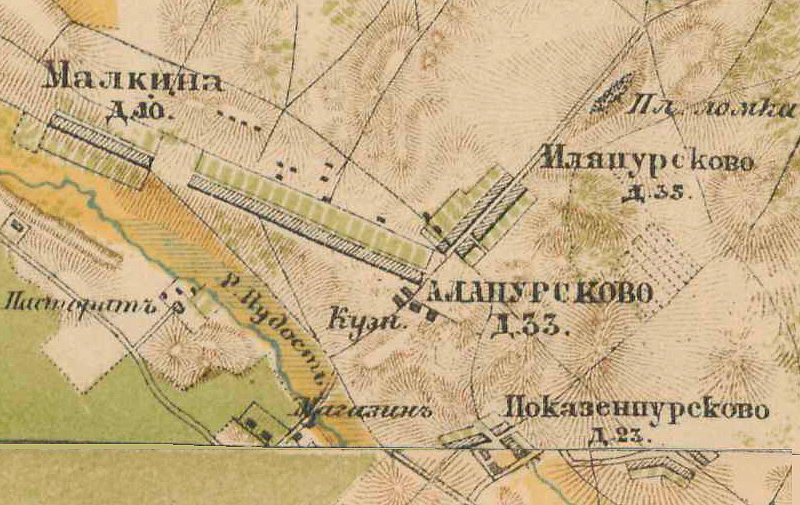
План деревни Покизен-Пурская. 1885 год

В 1885 году, согласно карте окрестностей Петербурга, деревня называлась Показенпурсково и насчитывала 23 двора. Сборник же Центрального статистического комитета описывал её так:

ПОКЛЕЗЕНПУРСКОВА — деревня бывшая удельная, дворов — 19, жителей — 88; школа. (1885 год).

В конце XIX — начале XX века деревня административно относилась к Староскворицкой волости 3-го стана Царскосельского уезда Санкт-Петербургской губернии. Население деревни было исключительно финским.
К 1913 году количество дворов увеличилось до 33.
С 1917 по 1922 год деревня Покизен-Пурсково входила в состав Пурского сельсовета Староскворицкой волости Детскосельского уезда.
С 1922 года в составе Пудостьского сельсовета.
Согласно данным переписи населения СССР 1926 года в деревне Покос-Пурсково Пудостьского сельсовета Староскворицкой волости Троцкого уезда проживали 223 человека, большинство финны.
В 1928 году население деревни Покизен-Пурсково также составляло 223 человека.

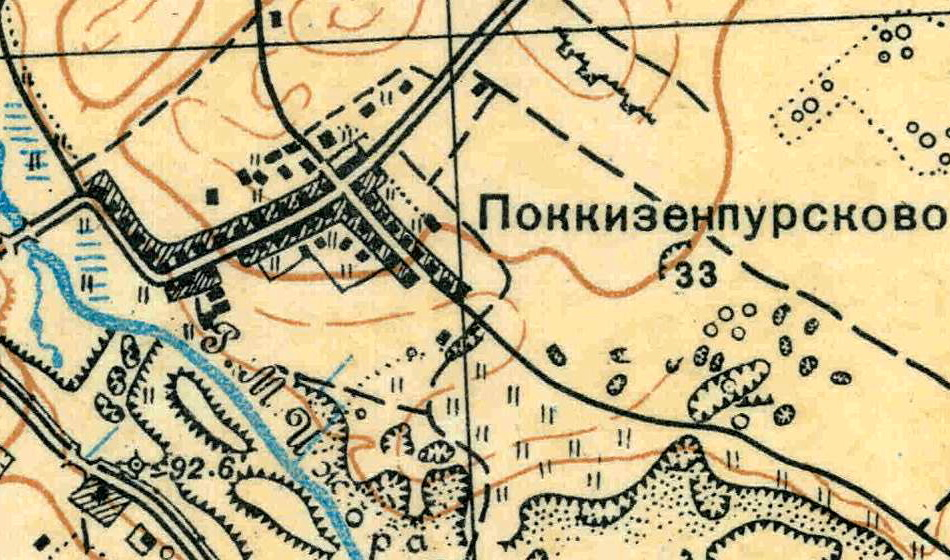
План деревни Покизен-Пурская. 1931 год

Согласно топографической карте 1931 года деревня называлась Поккизенпурсково и насчитывала 33 двора.
По данным 1933 года деревня называлась Покизен Пузосково и входила в состав Пудостьского финского национального сельсовета Красногвардейского района.
Деревня была освобождена от немецко-фашистских оккупантов 22 января 1944 года.
С 1952 года в составе Таицкого сельсовета.
В 1958 году население деревни Покизен-Пурсково составляло 305 человек.
По данным 1966 года деревня называлась Покизен-Пурсково и входила в состав Большетаицкого сельсовета.
По данным 1973 года деревня называлась Покизенпурская и входила в состав Пудостьского сельсовета.
По данным 1990 года деревня называлась Покизен-Пурская и также входила в состав Пудостьского сельсовета Гатчинского района.
В 1997 году в деревне проживали 34 человека, в 2002 году — 45 человек (русские — 67%), в 2007 году — 47, в 2010 году — 52.

## География
Деревня расположена в северной части района близ автодороги 41К-011 (Стрельна — Гатчина).
Расстояние до административного центра поселения, посёлка Пудость — 2,5 км.
Расстояние до ближайшей железнодорожной станции Пудость — 4 км.
Деревня находится на левом берегу реки Ижоры.

## Демография
| 1862 | 2007 | 2010 | 2017 |
| ---- | ---- | ---- | ---- |
| 87   | ↘47  | ↗52  | ↘38  |

### Национальный состав
Согласно данным Всероссийской переписи населения 2021 года в деревне проживали 177 человек, из них:
 русские — 163, финны — 8, татары — 2, казахи — 1, эстонцы — 1, другие национальности — 1, один человек национальность не указал.

## Транспорт
От Гатчины до Покизен-Пурской можно доехать на автобусе № 537.

## Известные уроженцы
- Юнус, Вяйно Иванович (1903—1937) — писатель, филолог, доцент ЛИФЛИ, автор «Грамматики ижорского языка» (1936)[36][37].
- Мулло, Иван Михайлович (1906—1990) — этнограф-краевед, заслуженный работник культуры РСФСР, директор Карельского государственного музея[38][39].

## Улицы
Зелёный переулок, Ижорский переулок, Круговая, Луговой переулок, Речная, Садовая.